# Štědrák
Štědrák (někdy i skladník, slovensky štedrák nebo kračun) je kynutý koláč z minimálně čtyř vrstev náplní. Nejčastěji je připravován na Slovensku, známý je však i pro Moravské Slovácko. Připravován je v období Vánoc a jeho množství náplní představuje hojnost a bohatství. Recept na vánoční štědrák se poprvé vyskytuje v prvorepublikové kuchařce Marie Janků-Sandtnerové.
Obvykle náplně do štědráku jsou ořechová, maková, povidlová a tvarohová s rozinkami. Náplň se může doplnit jablky, višněmi nebo marmeládou. Na Slovensku se dříve doprostřed koláče dával med, do nèhož se dala semana plodin, které se měly na jaře zasít, a stroužek česneku s petrželovou natí. Někdy se do koláče zapekl česnek s petrželí. Hospodář pak měl koláč rozdělit každému zvířeti, co na statku bylo. Na Slovensku se pekl hlavně v oblasti Trenčína a Horní Nitry. V Některých koutech Moravy byli štěrákem často na sv. Štěpána obdarováni čeledíni, kteří dostávali propustku ze služby.
Koláč je plný másla, cukru, rumu a svou zlatou barvu má díky množství žloutků. Vizuálně se podobá lineckému koláči.